# Sebastes
Pour les articles homonymes, voir Sébaste.
Genre

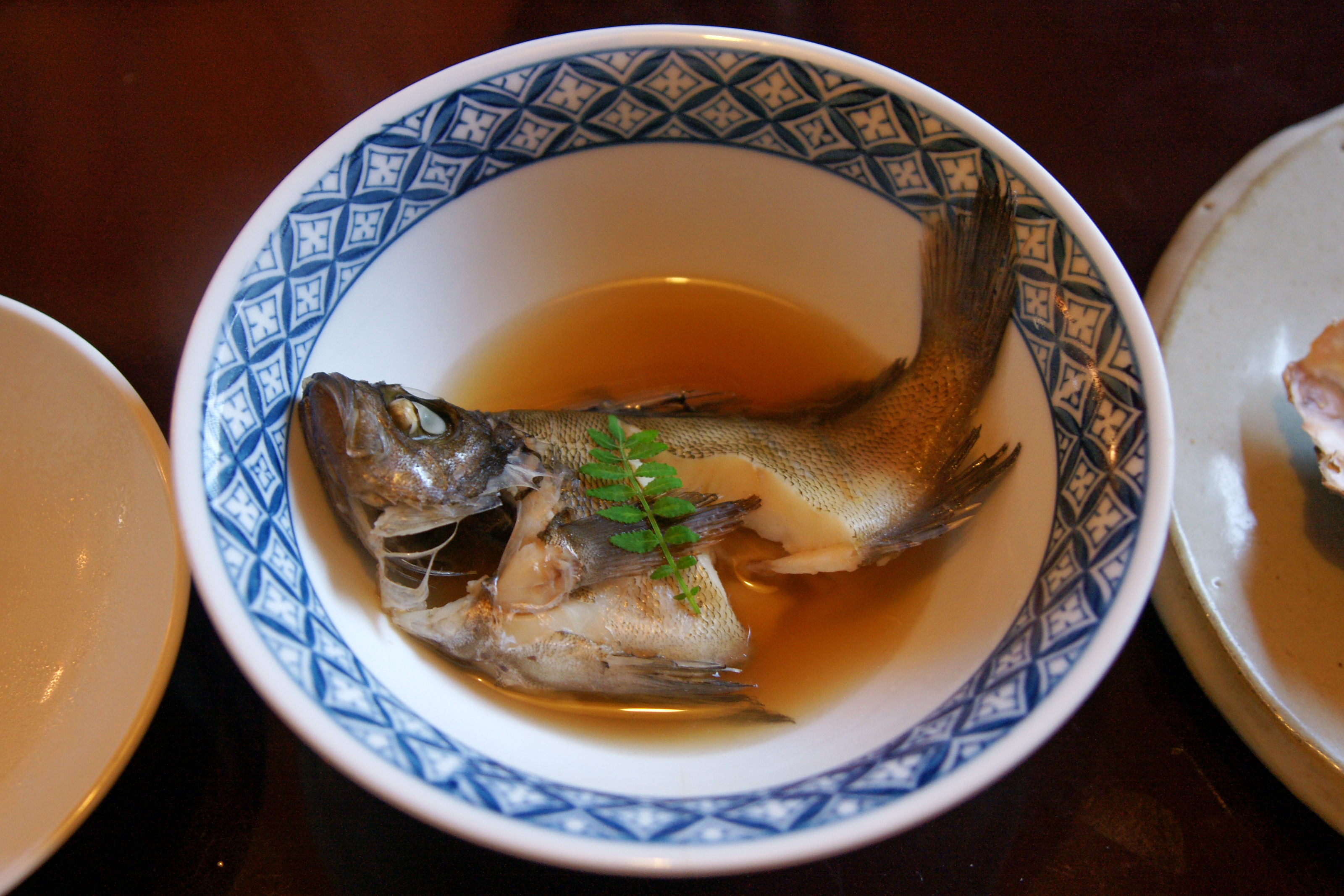
Perche de mer (Sebastes) gingembre, sauce soja, mirin, sucre, saké, et eau

Sebastes est un genre de poissons de l'ordre des Scorpaeniformes surnommé perche de mer.

## Espèces
- Sebastes aleutianus (Jordan & Evermann, 1898).
- Sebastes alutus (Gilbert, 1890) —- Sébaste du Pacifique, Sébaste à longue mâchoire.
- Sebastes atrovirens (Jordan & Gilbert, 1880).
- Sebastes auriculatus Girard, 1854.
- Sebastes aurora (Gilbert, 1890).
- Sebastes babcocki (Thompson, 1915) — Sébaste à bandes rouges, Sébaste à œil épineux
- Sebastes baramenuke (Wakiya, 1917).
- Sebastes borealis Barsukov, 1970 — Sébaste boréal
- Sebastes brevispinis (Bean, 1884) — Sébaste argenté.
- Sebastes capensis (Gmelin, 1789) — Sébaste du Cap
- Sebastes carnatus (Jordan & Gilbert, 1880).
- Sebastes caurinus Richardson, 1844 — Sébaste cuivré
- Sebastes chamaco (Evermann & Radcliffe, 1917).
- Sebastes cheni Barsukov, 1988. — Perche de mer blanc japonais (Perche de mer japonais)
- Sebastes chlorostictus (Jordan & Gilbert, 1880).
- Sebastes chrysomelas (Jordan & Gilbert, 1881).
- Sebastes ciliatus (Tilesius, 1813).
- Sebastes constellatus (Jordan & Gilbert, 1880).
- Sebastes cortezi (Beebe & Tee-Van, 1938).
- Sebastes crameri (Jordan in Gilbert, 1897) — Sébaste tacheté
- Sebastes dallii (Eigenmann & Beeson, 1894).
- Sebastes diploproa (Gilbert, 1890).
- Sebastes elongatus Ayres, 1859.
- Sebastes emphaeus (Starks, 1911).
- Sebastes ensifer Chen, 1971.
- Sebastes entomelas (Jordan & Gilbert, 1880) — Veuve.
- Sebastes eos (Eigenmann & Eigenmann, 1890).
- Sebastes exsul Chen, 1971.
- Sebastes fasciatus Storer, 1854 — Sébaste acadien, Sébaste rose, Sébaste atlantique
- Sebastes flammeus (Jordan & Starks, 1904).
- Sebastes flavidus (Ayres, 1862) — Sébaste à queue jaune.
- Sebastes gilli (Eigenmann, 1891).
- Sebastes glaucus Hilgendorf, 1880.
- Sebastes goodei (Eigenmann & Eigenmann, 1890).
- Sebastes helvomaculatus Ayres, 1859.
- Sebastes hopkinsi (Cramer, 1895).
- Sebastes hubbsi (Matsubara, 1937).
- Sebastes ijimae (Jordan & Metz, 1913).
- Sebastes inermis Cuvier in Cuvier & Valenciennes, 1829. — Perche de mer rouge japonais (Perche de mer japonais)
- Sebastes iracundus (Jordan & Starks, 1904).
- Sebastes itinus (Jordan & Starks, 1904).
- Sebastes jordani (Gilbert, 1896).
- Sebastes joyneri Günther, 1878.
- Sebastes kawaradae (Matsubara, 1934).
- Sebastes kiyomatsui Kai & Nakabo, 2004.
- Sebastes koreanus Kim & Lee, 1994.
- Sebastes lentiginosus Chen, 1971.
- Sebastes levis (Eigenmann & Eigenmann, 1889).
- Sebastes longispinis (Matsubara, 1934).
- Sebastes macdonaldi (Eigenmann & Beeson, 1893).
- Sebastes maliger (Jordan & Gilbert, 1880) — Sébaste à dos épineux.
- Sebastes marinus  (Linnaeus, 1758). — Sébaste orangé, Sébaste doré, Sébaste atlantique
- Sebastes matsubarae Hilgendorf, 1880.
- Sebastes melanops Girard, 1856.
- Sebastes melanosema Lea & Fitch, 1979.
- Sebastes melanostomus (Eigenmann & Eigenmann, 1890).
- Sebastes mentella Travin, 1951 — Sébaste du nord, Sébaste atlantique.
- Sebastes miniatus (Jordan & Gilbert, 1880).
- Sebastes minor Barsukov, 1972.
- Sebastes moseri Eitner in Eitner, Kimbrell & Vetter, 1999.
- Sebastes mystinus (Jordan & Gilbert, 1881).
- Sebastes nebulosus Ayres, 1854.
- Sebastes nigrocinctus Ayres, 1859.
- Sebastes nivosus Hilgendorf, 1880.
- Sebastes norvegicus (Ascanius, 1772) — Sébaste orangé.
- Sebastes notius Chen, 1971.
- Sebastes oblongus Günther, 1877.
- Sebastes ovalis (Ayres, 1862).
- Sebastes owstoni (Jordan & Thompson, 1914).
- Sebastes pachycephalus Temminck & Schlegel, 1843.
- Sebastes paucispinis Ayres, 1854 - Bocaccio.
- Sebastes peduncularis Chen, 1975.
- Sebastes phillipsi (Fitch, 1964).
- Sebastes pinniger (Gill, 1864) — Sébaste canari
- Sebastes polyspinis (Taranetz & Moiseev in Taranetz, 1933).
- Sebastes proriger (Jordan & Gilbert, 1880) — Sébaste à rai rouge.
- Sebastes rastrelliger (Jordan & Gilbert, 1880).
- Sebastes reedi (Westrheim & Tsuyuki, 1967) — Sébaste à bouche jaune
- Sebastes rosaceus Girard, 1854 — Sébaste rosé
- Sebastes rosenblatti Chen, 1971.
- Sebastes ruberrimus (Cramer, 1895) — Sébaste aux yeux jaunes.
- Sebastes rubrivinctus (Jordan & Gilbert, 1880).
- Sebastes rufinanus Lea & Fitch, 1972.
- Sebastes rufus (Eigenmann & Eigenmann, 1890).
- Sebastes saxicola (Gilbert, 1890).
- Sebastes schlegelii Hilgendorf, 1880.
- Sebastes scythropus (Jordan & Snyder, 1900).
- Sebastes semicinctus (Gilbert, 1897).
- Sebastes serranoides (Eigenmann & Eigenmann, 1890).
- Sebastes serriceps (Jordan & Gilbert, 1880).
- Sebastes simulator Chen, 1971.
- Sebastes sinensis (Gilbert, 1890).
- Sebastes spinorbis Chen, 1975.
- Sebastes steindachneri Hilgendorf, 1880.
- Sebastes taczanowskii Steindachner, 1880.
- Sebastes thompsoni (Jordan & Hubbs, 1925).
- Sebastes trivittatus Hilgendorf, 1880.
- Sebastes umbrosus (Jordan & Gilbert, 1882).
- Sebastes variabilis (Pallas, 1814).
- Sebastes variegatus Quast, 1971.
- Sebastes varispinis Chen, 1975.
- Sebastes ventricosus Temminck & Schlegel, 1843. — Perche de mer noir japonais (Perche de mer japonais)
- Sebastes viviparus Krøyer, 1845.
- Sebastes vulpes Döderlein in Steindachner & Döderlein, 1884.
- Sebastes wakiyai (Matsubara, 1934).
- Sebastes wilsoni (Gilbert, 1915).
- Sebastes zacentrus (Gilbert, 1890).
- Sebastes zonatus Chen & Barsukov, 1976.

## Écologie
Comme tous les carnivores, ces poissons peuvent bioaccumuler certains polluants ou radionucléides, dont le radiocésium. Des sébastes très radioactifs ont ainsi été pêchés au Japon non loin de la centrale nucléaire de Fukushima Daiichi dans le port de Fukushima ou à proximité, près de 2 ans après la catastrophe de Fukushima (ex : 107 000 Bq/kg (le  2013-02-12) 116 000 Bq/kg (le  2013-02-13) ou 132 000 Bq/kg (le  2013-02-13), soit respectivement 1070, 1160 fois et 1320 fois la norme japonaise telle que mise à jour le 1er avril 2012.